# Всесвітні екстремальні ігри
Всесвітні екстремальні ігри (англ. X Games) — щорічна спортивна подія, спеціалізована на екстремальних видах спорту. Ігри розділені на два сезони: Зимові всесвітні екстремальні ігри, проводять в січні і лютому, і власне Всесвітні екстремальні ігри, проводять у серпні.
Одночасно з іграми проводиться Фестиваль екстремальних ігор, під час якого проходять спортивні конкурси, музичні виступи, роздачі автографів учасниками, і т. д.
До 2019 року Зимові ігри будуть проводитись в Аспені, штат Колорадо, США. Літні ігри проходили в Лос-Анджелесі, США, але в червні 2014 року переїхали в Остін, штат Техас.

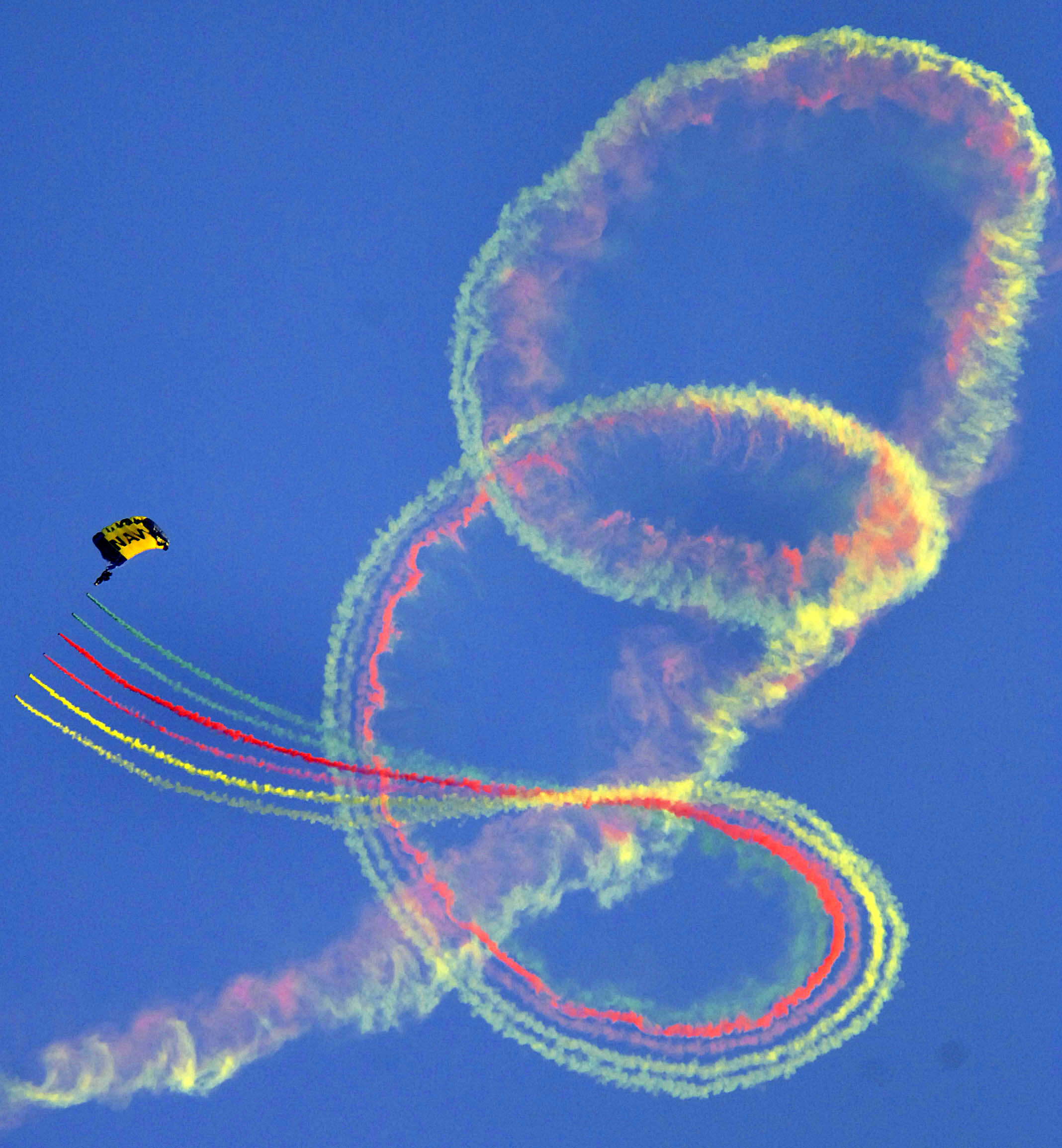
Стрибок з парашутом на X Games

## Літні види спорту
- Moto X Super X — гонки по бездоріжжю на швидкість. З проходженням безлічі купин і трамплінів.
- Moto X Speed & Style — спортсмени розбиваються на пари і, стартуючи одночасно, долають схожі по складності дистанції. В рівній мірі оцінюються як швидкість проходження дистанції, так і якість виконання трюків.
- Moto X Best Whip — конкурс на кращий трюк (whip). Виконання трюку в горизонтальній площині. Спортсмен завалюються в повітрі на бік, робить трюк і повертаються у вихідне положення.
- Moto X Best Trick — конкурс на кращий трюк.
- Moto X Фрістайл (Freestyle Motocross) — виконання трюків на спеціальному треку за певну кількість часу.
- Moto X Enduro X — проходження траси на швидкість по бездоріжжю. В даному випадку під бездоріжжям розуміється траса в лісі або в горах.
- Moto X Step Up — стрибки на мотоциклі у висоту.
- Moto X Adaptive — масова гонка на мотоциклах по трасі з перешкодами.

Ралі
- Rally Car Racing — одиночне проходження траси на авто з трамплінами.
- Rally Car SuperRally — масова гонка на спеціальному треку. Стартують одночасно 4 машини.

Скейтборд (Skateboarding)
- Skateboard Vert — трюки в пайпі.
- Skateboard Park — трюки в спеціальному парку.
- Skateboard Street — по суті майже те ж, що і трюки в парку, тільки парк більше нагадує умови міста (перила, сходи і т. д.)
- Skateboard Big Air — один трюк на величезній швидкості і на величезній висоті.
- Skateboard Best Trick — конкурс на кращий трюк.

Велосипед (BMX)
- BMX Freestyle Vert
- BMX Freestyle Park
- BMX Freestyle Street
- BMX Freestyle Big Air

Умови ті ж, що і в скейтборді, тільки снаряд інший.

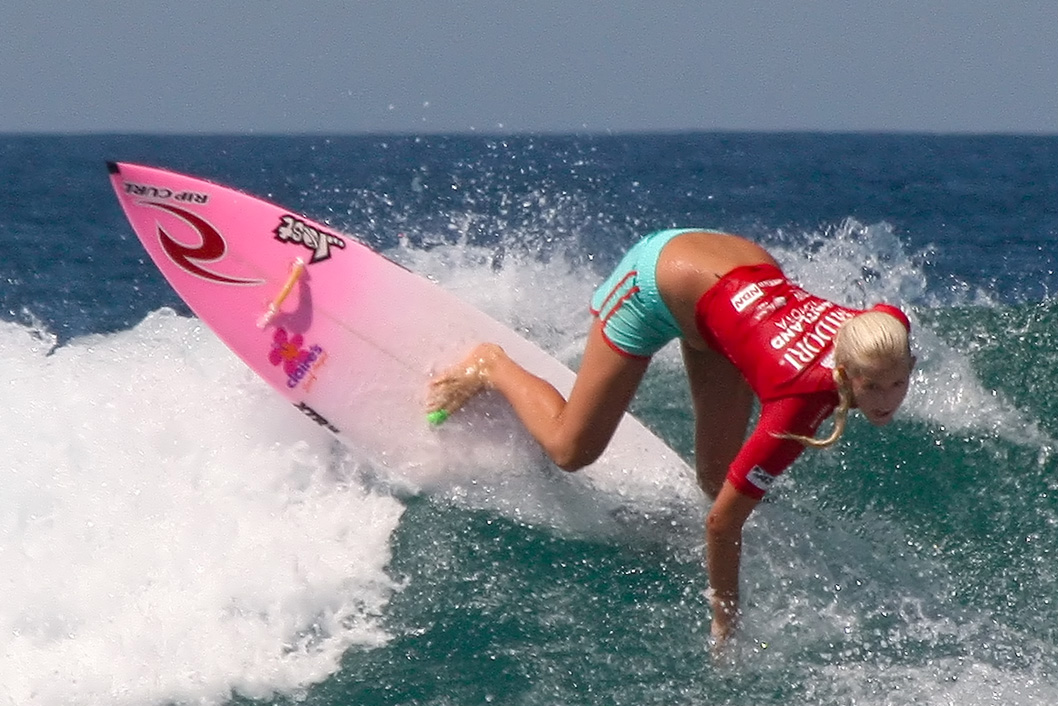
Бетані Хемілтон (Bethany Hamilton)

## Зимові види спорту
Лижі (Фрістайл) (Skiing(Freestyle))
- Ski Big Air — лижник розганяється і стрибає з великого трампліну, виконуючи в польоті всілякі елементи і трюки, які оцінюються з точки зору складності, динаміки, чистоти і краси виконання. При цьому довжина польотів може доходити до 30 метрів.
- Ski Slopestyle — одна з найбільш популярних дисциплін X Games. Спортсмени змагаються на трасі, максимально насиченою перешкодами у вигляді трамплінів, пірамід і різнотипних рейлів. Оцінюється не швидкість її проходження, а рівень складності і чистота виконання трюків.
- Ski SuperPipe — пайп, висота стін якого становить мінімум 4,9 метра, а довжина значно більше, ніж у звичайного хаф-пайпу, змагаються сноубордисти і лижники, чоловіки і жінки. Пересуваючись уздовж треку, спортсмен переїжджає від однієї стіни до іншої і демонструє різні трюки — як правило, в момент стрибка або зміни напрямку. Судді оцінюють передусім загальне враження, яке залишило виступ учасника, а не чистоту виконання окремих елементів. У фіналі спортсменам дається по три спроби, в залік йде краща з них.
- Ski Cross (Skier X) — спочатку учасники долають на лижах або дошці рясніючу всілякими перешкодами дистанцію поодинці. Ті, котрі вийшли в нокаут-стадію за часом спортсмени розбиваються на четвірки або шістки, учасники яких стартують одночасно і слідують кожен по своїй траєкторії. Доторкатись суперника або яким-небудь чином заважати йому категорично заборонено — за це негайно послідує дискваліфікація. Спортсмени, фінішуючи в четвірці першими або другими, а в шістці — першими, другими або третіми, виходять у наступне коло. У фіналі четвірка або шістка найшвидших розігрує медалі. У цій дисципліні змагаються як чоловіки, так і жінки.
- Monoski — спеціальні змагання для людей з обмеженими фізичними можливостями. Правила ті ж, що і для Ski Cross.

Сноуборд (Snowboarding)
- Snowboard Big Air
- Snowboard Slopestyle
- Snowboard Superpipe
- Snowboard cross (Snowboard X)

Суть дисциплін і правила ті ж, що і для лижників.
- Snowboard Best Method — конкурс на кращий трюк (method). Спортсмен розганяється з біг-ейру і виконує цей трюк.

Снігохід (Snowmobile)

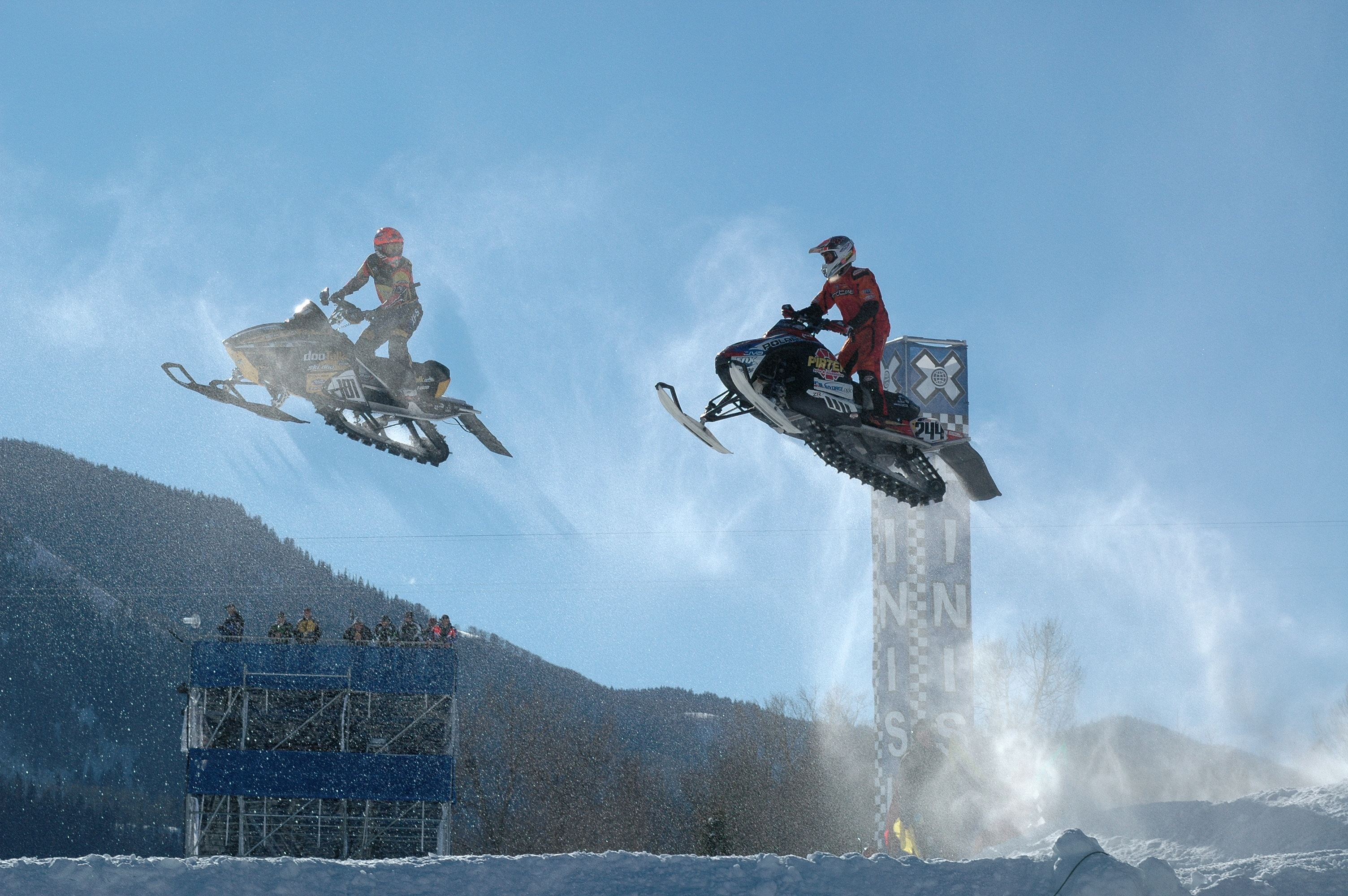
Snocross

- Snowmobile Freestyle — на снігоходах виконуються трюки типу сальто, «кільце» (гонщик, зачепившись за сідло ногами, руками обхоплює щиколотки), вільний політ (тримаючись за кермо, спортсмен дозволяє ногам вільно «летіти» паралельно снігоходу). Спочатку проходить кваліфікація: учасникам дається дві спроби, за результатами яких формуються пари півфіналістів. Переможці півфіналів виходять у фінал. Судді оцінюють складність трюків, майстерність їх виконання і динамічність.
- Snowmobile Speed & Style — дисципліна, в якій в рівній мірі оцінюються як швидкість проходження дистанції, так і якість виконання трюків, у 2008 році дебютувала в основній програмі X Games. Спортсмени розбиваються на пари і, стартуючи одночасно, долають схожі по складності дистанції.
- Snowmobile Best Trick — конкурс на кращий трюк.
- Snocross — масова гонка на снігоходах.

## Історія

### X Games Summer
- Ігри I, 1995 — Providence & Newport, Род-Айленд та Mount Snow, Вермонт (24 червня — 1 червня); 198 000 глядачів
- Ігри II, 1996 — Providence & Newport, Род-Айленд; 200 000 глядачів
- Ігри III, 1997 — Сан-Дієго, Каліфорнія (20—28 червня); 221 200 глядачів
- Ігри IV, 1998 — Сан-Дієго, Каліфорнія (червень); 233 000 глядачів
- Ігри V, 1999 — Сан-Франциско, Каліфорнія (25 — 3 липня); 275 000 глядачів
  - Після 11 невдалих спроб, скейтбордист Тоні Хоук виконав 900-degree spin, вигравши в дисципліні «Найкращий трюк».
- Ігри VI, 2000 — Сан-Франциско, Каліфорнія (17—22 серпня)
- Ігри VII, 2001 — Філадельфія, Пенсільванія (17—22 серпня); 235 000 глядачів
- Ігри VIII, 2002 — Філадельфія, Пенсільванія (15—19 серпня)
  - Мет Хофман виконав 900-degree spin no hand на велосипеді.
  - Майк Метцер виконав back flip через 80-футову прогалину — перший back flip в історії Moto-X Freestyle.
- Ігри IX, 2003 — Лос-Анджелес, Каліфорнія (14—17 серпня)
- Ігри X, 2004 — Лос-Анджелес, Каліфорнія (5—8 серпня)
- Ігри XI, 2005 — Лос-Анджелес, Каліфорнія (4—7 серпня)
  - Шону Вайту не вдалось виконати 1080-градусне обертання за 29 спроб.
  - Керівництво телеканалу ESPN заключило контракт на проведення Ігор в Лос-Анджелес до 2009 року.
- Ігри XII, 2006 — Лос-Анджелес, Каліфорнія (3—6 серпня)
  - Тревіс Пастрана вперше в світі виконав double backflip, вигравши Moto X Best Trick и встановив рекорд — 98.60.
  - Кевін Робінсон (Kevin Robinson) вперше виконав double flair.
  - Вперше в рамках X-Games проводились змагання з ралі. Переможець, Тревіс Пастрана, на 0,52 секунди опередив екс-чемпіона світу по ралі Коліна МакРея, котрий перевернувся за два повороти до фінішу.
  - Шону Вайту не вдалось виконати поворот на 1080 градусів за 18 конкурсних і 2 спроби поза конкурсом; під час останньої спроби він пошкодив руку.
- Ігри XIII, 2007 — Лос-Анджелес, Каліфорнія (2—5 серпня)
  - Скейтбордист Джейк Браун пролетів 15 метрів і упав на спину, ударившись головою до хаф-пайлу. Декілька хвилин він пролежав без жодного руху, поки йому не допомогли піднятись. Лікарі діагностували перелом зап'ястя, розрив селезінки, забиті легені і печінку, пошкодження хребта і струс мозку.
- Ігри XIV, 2008 — Лос-Анджелес, Каліфорнія (31 липня — 3 серпня)
  - Денні Уей  травмував коліна, упавши з висоти приблизно 8-ми метрів під час трюку на біг-ейрі. Оглядачі дружно називали це падіння одним з самих страшних після випадку з Джейком Брауном, котрий впал рік назад. Пробувши деякий час у лікарів, Уей прихрамуючи повернувся на рампу й зайняв в кінцевому підсумку 2 місце.
  - Раян Шеклер виграв другу золоту медаль в Street Skateboarding.
  - Кайл Лоса виграв свою другу золоту медаль в Moto X Best Trick, виконавши при цьому зовсім новий трюк — «The Electric Doom».
  - Скейтбордист Енді Мак-Дональд виграв свою 15 медаль, випередивши Тоні Хоука, котрий довгий час був лідером по числу медалей в скейтбордингу.
- Ігри XIV, 2009 — Лос-Анджелес, Каліфорнія (30 липня — 2 серпня)
  - Скейтбордист Джейк Браун виграв свою першу золоту медаль в Big Air.
  - Антоні Наполітан вперше в історії робить подвійний фронтфліп на велосипеді.
  - П'єр-Люк Гагнон другий рік поспіль виграв золоту медаль в Skate Vert.
  - Блейк Вільямс став першим не американським райдером, котрий виграв золото в FMX.
- Ігри XVI, 2010 — «Стейплс-центр», Лос-Анджелес, Каліфорнія (29 липня — 1 серпня)
- Ігри XVII, 2011 — Лос-Анджелес, Каліфорнія (28 июля — 31 июля)
- Ігри XVIII, 2012 — Лос-Анджелес, Каліфорнія (28 июня — 1 июля)
- Ігри в Ігуасу, 2013 — Ігуасу, Бразилія (18 квітня — 21 квітня)
- Ігри в Барселоні, 2013 — Барселона, Іспанія (9 — 12 травня )
- Ігри в Мюнхені, 2013 — Мюнхен, Німеччина (27 — 30 червня)
- Ігри в Лос-Анджелесе, 2013 — Лос-Анджелес, Каліфорнія (1 — 4 серпня)
- Ігри в Остині, 2014 — Остін, Техас (5  — 8 червня)
- Ігри в Остині, 2015 — Остін, Техас (4 — 7 червня)
- Ігри в Остині, 2016 — Остін, Техас (4 — 7 червня)

### Зимові ігри
- Ігри I, 1997 — Big Bear Lake, Каліфорнія (30 січня — 2 лютого); 38 000 глядачів
- Ігри II, 1998 — Crested Butte, Колорадо; 25 000 глядачів
- Ігри III, 1999 — Crested Butte, Колорадо; більш ніж 30 000 глядачів
- Ігри IV, 2000 — Mount Snow, Вермонт (3—6 лютого); 83 500 глядачів
- Ігри V, 2001 — Mount Snow, Вермонт; 85 100 глядачів
- Ігри VI, 2002 — Аспен, Колорадо (1—5 лютого)
- Ігри VII, 2003 — Аспен, Колорадо (30 січня — 5 лютого)
- Ігри VIII, 2004 — Аспен, Колорадо (22—25 лютого)
- Ігри IX, 2005 — Аспен, Колорадо (29 січня — 1 лютого)
- Ігри X, 2006 — Аспен, Колорадо (28—31 січня)
  - Jeaux Hall виконав 1080 in half-pipe contest після 17 спроб.
  - Керівництво ESPN підписало контракт з Aspen Skiing Company на проведення Зимових ігор в Колорадо до 2012 року.
- Ігри XI, 2007 — Аспен, Колорадо (25—28 січня)
- Ігри XII, 2008 — Аспен, Колорадо (24—27 січня)
- Ігри XIII, 2009 — Аспен, Колорадо (22—25 січня)
  - Levi LaVallee зробив спробу подвійного бекфліпк на снігоході
  - Шон Вайт в перший раз завойовує золоту медаль в хафпайпі.
- Ігри XIV, 2010 — Аспен, Колорадо (28—31 січня)
- Ігри XV, 2011 — Аспен, Колорадо (27—30 січня)
- Ігри XVI, 2012 — Аспен, Колорадо (26—29 січня)
- Ігри XVI, 2013 — Аспен, Колорадо (24—26 січня)